# نبرد مرششت
نبرد مرششت (رومانیایی: Bătălia de la Mărăști) بین ۲۲ ژوئیه و ۱ اوت ۱۹۱۷ در طول جنگ جهانی اول انجام شد. این نبرد بین ارتش رومانی و روسیه علیه نیروهای آلمانی و اتریش-مجارستانی بود. نبرد در مرششت، روستایی در شرق رومانی رخ داد.
این نبرد بخشی از تلاش بزرگتر متفقین (بریتانیا، فرانسه و روسیه) برای شکستن بن‌بست در جبهه غربی با گشودن یک جبهه جدید در شرق بود. نیروهای رومانیایی و روسی وظیفه داشتند از پیشروی بیشتر ارتش آلمان و اتریش-مجارستان به سمت شرق اروپا جلوگیری کنند.
نیروهای رومانی و روسی علیرغم اینکه تعداد آنها بسیار بیشتر بود، توانستند حمله آلمان و اتریش-مجارستان را مهار کنند. این نبرد یک پیروزی قابل توجه برای متفقین بود، زیرا از پیشروی بیشتر آلمانی‌ها در رومانی جلوگیری کرد.
این نبرد همچنین از این جهت اهمیت استراتژیک داشت که از انحراف نیروهای آلمانی از جبهه غربی جلوگیری کرد و به تضعیف نهایی قدرت‌های مرکزی کمک کرد. به‌طور کلی، نبرد مارشتی لحظه مهمی در جنگ جهانی اول بود که نمادی از عزم ارتش رومانی و روسیه در مواجهه با شانس‌های بسیار بود.